# Cody Miller
Cody Miller (Billings (Montana), 9 januari 1992) is een Amerikaanse zwemmer. Hij vertegenwoordigde zijn vaderland op de Olympische Zomerspelen 2016 in Rio de Janeiro.

## Carrière
Bij zijn internationale debuut, op de Pan-Pacifische kampioenschappen zwemmen 2014 in Gold Coast, eindigde Miller als negende op de 100 meter schoolslag en als elfde op de 200 meter schoolslag. Op de wereldkampioenschappen kortebaanzwemmen 2014 in Doha eindigde de Amerikaan als achtste op de 100 meter schoolslag, daarnaast strandde hij in de halve finales van de 50 meter schoolslag en in de series van de 200 meter schoolslag. Op de 4x100 meter wisselslag veroverde hij samen met Matt Grevers, Thomas Shields en Ryan Lochte de zilveren medaille, samen met Eugene Godsoe, Thomas Shields en Josh Schneider sleepte hij de bronzen medaille in de wacht op de 4x50 meter wisselslag.
In Kazan nam Miller deel aan de wereldkampioenschappen zwemmen 2015. Op dit toernooi werd hij uitgeschakeld in de halve finales van de 100 meter schoolslag. Op de 4x100 meter wisselslag zwom hij samen met Matt Grevers, Tim Phillips en Ryan Lochte in de series, in de finale legden Ryan Murphy, Kevin Cordes, Thomas Shields en Nathan Adrian beslag op de wereldtitel. Voor zijn aandeel in de series ontving Miller eveneens de gouden medaille.
Tijdens de Olympische Zomerspelen van 2016 in Rio de Janeiro veroverde de Amerikaan de bronzen medaille op de 100 meter schoolslag. Samen met Ryan Murphy, Michael Phelps en Nathan Adrian werd hij olympisch kampioen op de 4x100 meter wisselslag.

## Internationale toernooien
| Jaar | Olympische Spelen                   | WK langebaan                                                                              | WK kortebaan | PanPacs                                | Pan-Ams                                         |
| ---- | ----------------------------------- | ----------------------------------------------------------------------------------------- | --- | -------------------------------------- | ----------------------------------------------- |
| 2014 |                                     |                                                                                           | 9e 100m schoolslag · 8e 100m schoolslag · 9e 200m schoolslag · 4x50m wisselslag · 4x100m wisselslag                                        | 9e 100m schoolslag 11e 200m schoolslag |                                                 |
| 2015 |                                     | 9e 100m schoolslag · 4x100m wisselslag · Miller zwom enkel de series                      | |                                        | geen deelname                                   |
| 2016 | 100m schoolslag · 4x100m wisselslag |                                                                                           | 7e 50m schoolslag · 6e 100m schoolslag · 4x50m wisselslag · DSQ 4x100m wisselslag · 4x50m wisselslag gemengd · Miller zwom enkel de series |                                        |                                                 |
| 2017 |                                     | 16e 50m schoolslag · 5e 100m schoolslag · 4x100m wisselslag · Miller zwom enkel de series | |                                        |                                                 |
| 2018 |                                     |                                                                                           | geen deelname | geen deelname                          |                                                 |
| 2019 |                                     | geen deelname                                                                             | |                                        | 100m schoolslag · DSQ 4×100m wisselslag gemengd |

## Persoonlijke records
Bijgewerkt tot en met 15 september 2020
Kortebaan
| Afstand         | Tijd    | Datum            | Plaats       |
| --------------- | ------- | ---------------- | ------------ |
| 50m schoolslag  | 26,15   | 10 december 2016 | Windsor      |
| 100m schoolslag | 56,43   | 12 december 2015 | Indianapolis |
| 200m schoolslag | 2.02,33 | 11 december 2015 | Glasgow      |

Langebaan
| Afstand         | Tijd    | Datum           | Plaats         |
| --------------- | ------- | --------------- | -------------- |
| 50m schoolslag  | 27,24   | 29 juni 2017    | Indianapolis   |
| 100m schoolslag | 58,87   | 7 augustus 2016 | Rio de Janeiro |
| 200m schoolslag | 2.08,98 | 19 mei 2019     | Bloomington    |